# Берлісон (Теннессі)
Берлісон (англ. Burlison) — місто (англ. town) в США, в окрузі Тіптон штату Теннессі. Населення — 367 осіб (2020).

## Географія
Берлісон розташований за координатами 35°33′26″ пн. ш. 89°47′4″ зх. д. / 35.55722° пн. ш. 89.78444° зх. д. (35.557106, -89.784505).  За даними Бюро перепису населення США в 2010 році місто мало площу 2,80 км², уся площа — суходіл.

## Демографія
Згідно з переписом 2010 року, у місті мешкало 425 осіб у 168 домогосподарствах у складі 126 родин. Густота населення становила 152 особи/км².  Було 182 помешкання (65/км²).
Расовий склад населення:
| - 99,1 % — білих - 0,2 % — корінних американців |

До двох чи більше рас належало 0,2 %. Частка іспаномовних становила 0,7 % від усіх жителів.
За віковим діапазоном населення розподілялося таким чином: 24,9 % — особи молодші 18 років, 58,9 % — особи у віці 18—64 років, 16,2 % — особи у віці 65 років та старші. Медіана віку мешканця становила 37,9 року. На 100 осіб жіночої статі у місті припадало 87,2 чоловіків;  на 100 жінок у віці від 18 років та старших — 91,0 чоловіків також старших 18 років.
Середній дохід на одне домашнє господарство  становив 56 480 доларів США (медіана — 40 208), а середній дохід на одну сім'ю — 64 641 долар (медіана — 48 571). Медіана доходів становила 46 250 доларів для чоловіків та 32 500 доларів для жінок. За межею бідності перебувало 8,8 % осіб, у тому числі 6,6 % дітей у віці до 18 років та 6,3 % осіб у віці 65 років та старших.
Цивільне працевлаштоване населення становило 189 осіб. Основні галузі зайнятості: виробництво — 30,7 %, роздрібна торгівля — 20,1 %, освіта, охорона здоров'я та соціальна допомога — 14,3 %, будівництво — 10,6 %.